# شارل، دوک گیز
شارل، دوک گیز (انگلیسی: Charles, Duke of Guise؛ ۲ اوت ۱۵۷۱ – ۳۰ سپتامبر ۱۶۴۰) دوک گیز، و نظامی اهل فرانسه بود. شارل دو لورن، چهارمین دوک گیز و سومین شاهزاده جونویل پسر آنری یکم، دوک گیز و کاترین کلوز بود و در سال ۱۵۸۸ جانشین پدرش به عنوان دوک گیز شد. در ابتدا او که بخشی از اتحادیه کاتولیک بود، از آنری چهارم فرانسه حمایت کرد و توسط لوئی سیزدهم از فرانسه به عنوان دریاسالار منصوب شد. پس از جانبداری از ملکه مادر، ماری دو مدیچی، در برابر کاردینال ریشلیو، او با خانواده خود به ایتالیا گریخت و در سال ۱۶۴۰ درگذشت.